# Associazione Sportiva Tevere Roma 1959-1960
Questa voce raccoglie le informazioni riguardanti l 'Associazione Sportiva Tevere Roma  nelle competizioni ufficiali della stagione 1959-1960.

## Rosa
| N. |                   | Ruolo | Calciatore         |
| -- | ----------------- | ----- | ------------------ |
|    | Italia (bandiera) | C     | Antonio Basso      |
|    | Italia (bandiera) | C     | Franco Beccaccioli |
|    | Italia (bandiera) | D     | Ferruccio Bimbi    |
|    | Italia (bandiera) | C     | Giulio Ceresi      |
|    | Italia (bandiera) | A     | Maurizio Chinagli  |
|    | Italia (bandiera) | C     | Franco Di Napoli   |
|    | Italia (bandiera) | A     | Gaetano Gaeta      |
|    | Italia (bandiera) | P     | Giuseppe Leonardi  |
|    | Italia (bandiera) | A     | Antonio Lignini    |

| N. |                   | Ruolo | Calciatore         |
| -- | ----------------- | ----- | ------------------ |
|    | Italia (bandiera) | C     | Enrico Mastroianni |
|    | Italia (bandiera) | C     | Giuseppe Nuoto     |
|    | Italia (bandiera) | P     | Fernando Ranucci   |
|    | Italia (bandiera) | C     | Pietro Santin      |
|    | Italia (bandiera) | A     | Franco Scala       |
|    | Italia (bandiera) | D     | Silvano Scarnicci  |
|    | Italia (bandiera) | A     | Amedeo Stenti      |
|    | Italia (bandiera) | A     | Valentino Valli    |
|    | Italia (bandiera) | C     | Corrado Viciani    |